# Lodi (stacja metra)
Lodi – stacja na linii C metra rzymskiego, będąca obecnie stacją końcową/początkową tej linii do czasu otwarcia odcinka do San Giovanni. Stacja nie znajduje się dokładnie pod Piazza Lodi, od którego bierze swoją nazwę, ale w pobliżu skrzyżowania Via La Spezia, Via Orvieto i Piazza Camerino, w dzielnicy Tuscolano.

## Historia
Prace budowlane nad budową nowej stacji rozpoczęto w kwietniu 2007. Stacja została ukończona w styczniu 2015. Jej otwarcie miało miejsce 29 czerwca 2015.